# Bighorn Canyon National Recreation Area
La Bighorn Canyon National Recreation Area est une zone récréative américaine classée National Recreation Area. Créée le 15 octobre 1966, elle protège 487 km2 dans les comtés de Big Horn et Carbon, au Montana, ainsi que dans le comté de Big Horn, au Wyoming.